# 20031 Lakehead
20031 Lakehead este o planetă minoră (asteroid), cu un diametru de 4,558 km, din centura de asteroizi. A fost descoperită pe 27 iulie 1992 la Observatorul Palomar de Eleanor F. Helin. 
Obiectul prezintă o orbită caracterizată de o semiaxă mare de 2,3414708 UAi, o excentricitate de 0,18, o înclinație de 25,75413 ° în raport cu ecliptica.